# Josef Weissberger
Josef Weissberger (říjen 1824 ? – 1. července 1872 ? Kolín) byl český průmyslník a podnikatel židovského původu podnikající v oboru lihovarnictví a v chemickém průmyslu, mecenáš a vážený občan města Kolína. Jeho továrna založená roku 1865 se stala základem chemického průmyslu ve městě.

## Život

### Mládí

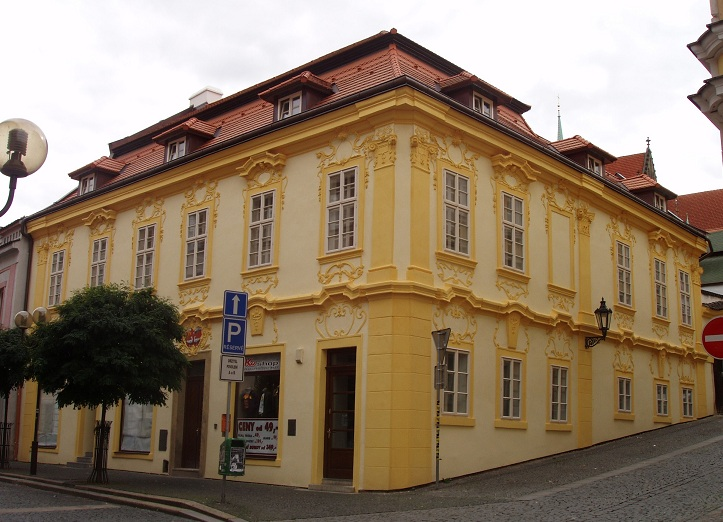
Dům U Tří bažantů v Kolíně, který Josef Weissberger vlastnil

Narodil se do židovské rodiny. Oženil se a žil s rodinou v Kolíně, v domě č. 31 U Tří bažantů v Kutnohorské ulici. V tomto domě následně začal s výrobou lihu a draselných hnojiv.

### Podnikání
Roku 1865 zprovoznil Josef Weissberger nedaleko městského nádraží a kostela Všech svatých lihovar. Ve svém podnikání byl úspěšný, závod tedy roku 1869 modernizoval a vyráběl zde též chemické produkty. Továrna byla tehdy rozšířena a Weissbergerova rodina se přestěhovala do prostorného sídelního domu vedle továrny. Weissberger byl váženým a bohatým občanem místní židovské obce a celého města, byl velmi společenský činný, založil například spolek na podporu vzdělání dětí z nemajetných rodin. Od roku 1870 byl členem správní rady Úvěrové banky.

### Úmrtí
Josef Weissberger zemřel předčasně 1. července 1872, nejspíše na následky nemoci či úrazu, ve věku 48 let. Byl pochován v samostatné neoklasicistní hrobce na výstavním místě na místním starém židovském hřbitově, ta patří k největším v areálu pohřebiště.
Po jeho smrti převzal řízení rodinné firmy Jakub Weissberger.